# План Огинского
План Огинского — план культурно-административной реорганизации западных губерний Российской империи (ранее входивших в состав Речи Посполитой), предложенный Александру I в 1810—1811 годы композитором, дипломатом и политиком Михаилом Клеофасом Огинским. Предполагал формирование особой провинции, назначение императорского уполномоченного (наместника) и создание особого войска. Не был реализован в связи с противодействием других советников императора и началом Отечественной войны 1812 года.
В 1810 году Михаил Клеофас Огинский переехал в Санкт-Петербург и стал доверенным лицом императора Александра I. В этот момент он начинает работать над планом культурно-политического обособления Великого княжества Литовского , земли которого входили в состав Российской империи по итогам трёх разделов Речи Посполитой. Ранее Огинский неоднократно сталкивался с профранцузскими настроениями польской политической элиты, которая стремилась к провозглашению независимости, что и подвигло его на создание собственного плана по суверенизации западных губерний Российской империи, который носил компромиссный характер.
В апреле 1811 года Огинский и император Александр I имели частную беседу за закрытыми дверями. Известно, что дипломат и композитор Огинский говорил на тему возможности преобразования тех губерний, которые ранее составляли Речь Посполитую с тем, чтобы задобрить польскую феодальную аристократию, а Александр I, выслушивал его с должным вниманием. В дальнейшем Огинский долго размышлял над наиболее приемлемым вариантом и в итоге разработал примиренческий проект, который содержал в себе решение проблемы западнославянского сепаратизма. Он предлагал дать новым западным российским губерниям такую форму автономии, при которой они, с одной стороны, могли бы почувствовать себя независимыми, а с другой — смогли бы сохранить такую независимость в условиях военно-политической и культурно-идеологической связи с Российской империей.
Первое условие плана: создание особой провинции на землях бывшего Великого княжества Литовского, в которую вошли бы Виленская, Гродненская, Минская, Витебская, Могилевская, Киевская, Волынская, Подольская губернии, Белостокская область, а также Тарнопольский округ. Столицей этой провинции стала бы Вильна, а управление ей осуществлял бы императорский наместник, на должность которого Огинский прочил себя. Демонстративным знаком восстановления политического суверенитета провинции в контексте исторической преемственности стала бы ратификация Статута Великого княжества Литовского 1588 года, что стало бы психологическим жестом, с помощью которого удалось бы изменить идеологическую ориентацию шляхетской элиты. Вторым важным условием плана было намерение назначать на руководящие должности в административной иерархии провинции только уроженцев этой провинции (преимущественно белорусов, русских, евреев, литовцев, украинцев и поляков, постоянно проживающих в этих областях). Третьим условием плана было формирование на постоянной основе «Литовского войска», которое сохраняло бы верность русским культурно-национальным принципам и приверженность политическому устройству России и могло бы выступать против армии Наполеона и других потенциальных недоброжелателей Российской империи.
Один из ключевых принципов плана Огинского заключался в отделении литовских и белорусских губерний Российской империи от польского культурно-политического влияния и минимизации риска распространения идеологем национального сепаратизма жителей западных губерний, которые формировались под воздействием западной пропаганды (Междуморье). Таким образом, по плану Огинского земли будущих Белоруссии и Литвы превращались в значимую территориальную единицу с восстановленным исторически сложившимся самоуправлением, с прорусски настроенной национальной управленческой элитой, которая готова была отстаивать государственные интересы России.
План так и не был рассмотрен в связи с противодействием других советников Александра I и началом военных действий, последовавших после вторжения армии Наполеона в Россию. В дальнейшем Александр I неоднократно возвращался к вопросу урегулирования польско-литовской проблемы, но Михаил Клеофас Огинский более не участвовал в обсуждении будущего польско-литовских земель в силу преклонного возраста и разочарованности в политической деятельности.